# Vera Brittain
Vera Mary Brittain (29 grudnia 1893 w Newcastle-under-Lyme, 29 marca 1970 w Londynie) – angielska pisarka, dziennikarka, pielęgniarka Voluntary Aid Detachment (VAD), a także działaczka feministyczna, socjalistyczna oraz pacyfistyczna. Jej najlepiej znanym dziełem jest Testament of Youth, w których opisała swoje doświadczenia z czasów I wojny światowej i początek jej drogi ku pacyfizmowi.

## Życiorys
Urodziła się w Newcastle-under-Lyme w Anglii jako córka Thomasa Arthura Brittaina, właściciela papierni, i Edith Mary Bervon. Jej ojciec był dyrektorem rodzinnych młynów papierniczych w Hanley i Cheddleton, a matka pochodziła z Aberystwyth, jako córka ubogiego muzyka, Johna Inglisa Bervona.
Gdy miała 18 miesięcy, jej rodzina przeniosła się do Macclesfield, a dziesięć lat później, w 1905, do uzdrowiskowego miasta Buxton. Wraz z dorastaniem jej jedynym rodzeństwem był młodszy o niemal dwa lata brat Edward, który stał się jej najbliższym towarzyszem. W wieku 13 lat rozpoczęła naukę w szkole z internatem St Monica's w Kingswood, gdzie siostra jej matki była współdyrektorką.

### I wojna światowa
Przekonując rodziców rozpoczęła studia z zakresu literatury angielskiej w Somerville College w Oksfordzie. Wkrótce po wybuchu I wojny światowej Brittain zbliżyła się do Rolanda Leightona, przyjaciela swojego brata z Uppingham School. Zaczęła czuć, że studia w Oksfordzie stają się coraz bardziej nieistotne, gdy jej męscy rówieśnicy zgłaszali się na wojnę, i w 1915 przerwała naukę, by zostać pielęgniarką w Voluntary Aid Detachment (VAD) na czas I wojny światowej. Służyła początkowo w szpitalu Devonshire w Buxton, a później w Londynie, na Malcie i we Francji. Doświadczenie z opieki nad niemieckimi jeńcami wojennymi miało duży wpływ na jej drogę ku internacjonalizmowi i pacyfizmowi.
Roland Leighton, który w sierpniu 1915 został jej narzeczonym, bliscy przyjaciele Victor Richardson i Geoffrey Thurlow oraz brat Edward zginęli podczas wojny. Wiele z ich listów do siebie zostało opublikowanych w książce Letters from a Lost Generation. W jednym z nich Leighton wyraża pragnienie odegrania "aktywnej roli" w wojnie.

### Okres międzywojnia
Po powrocie do Oksfordu w 1919, by studiować historię, Vera Brittain miała trudności z przystosowaniem się do życia w powojennej społeczności. W tym czasie poznała Winifred Holtby w Somerville, a ich przyjaźń szybko się zacieśniła. Obie pragnęły zdobyć uznanie na londyńskiej scenie literackiej. Po ukończeniu studiów zamieszkały razem w Londynie. Ich przyjaźń trwała aż do śmierci Holtby w 1935.
W 1925 wyszła za mąż za George'a Catlina, politologa. W 1927 na świat przyszedł ich syn, John, z którym matka miała trudną relację, która pogarszała się z biegiem lat. Para miała także córkę, Shirley Williams, urodzoną w 1930, która została polityczką.
Pierwsza powieść Vary Brittain, The Dark Tide (1923), wywołała skandal, gdyż satyrycznie przedstawiła wykładowców z Oksfordu, zwłaszcza z Somerville. W 1933 opublikowała książkę, która przyniosła jej sławę — Testament of Youth, a w 1940 Testament of Friendship, będący hołdem dla Winifred Holtby oraz jej biografią. Kolejnym ważnym dziełem była Testament of Experience (1957), kontynuacja jej własnej historii, obejmująca lata 1925–1950. Powieści Brittain często opierały się na autentycznych doświadczeniach i postaciach. W Honourable Estate (1936) opisała nieudane przyjaźnie, romantyczne uczucia do swojego amerykańskiego wydawcy, George'a Bretta Jr., oraz śmierć brata Edwarda na froncie włoskim w 1918. Dzienniki Brittain z lat 1913–1917 zostały opublikowane w 1981 jako Chronicle of Youth.
W latach 20. XX wieku Vera Brittain była regularną dziennikarką, publikując artykuły w „Time and Tide” oraz wielu innych gazetach i czasopismach. Była również aktywna w ruchu na rzecz Ligi Narodów, popierając ideę kolektywnego bezpieczeństwa. Po sukcesie Testament of Youth zaproszono ją do wygłoszenia przemówienia na wielkim wiecu pacyfistycznym w Dorchester w 1936, gdzie dzieliła scenę z innymi pacyfistami, takimi jak Dick Sheppard, George Lansbury, Laurence Housman i Donald Soper. Wtedy też Dick Sheppard zaprosił ją do Peace Pledge Union, do którego dołączyła po sześciu miesiącach. W 1937 wstąpiła także do Anglican Pacifist Fellowship. Jej nowo odkryty pacyfizm, coraz bardziej inspirowany chrześcijaństwem, dał o sobie znać w czasie II wojny światowej, gdy rozpoczęła pisanie serii Letters to Peacelovers.
Od lat 30. XX wieku Brittain była regularnym współpracownikiem pacyfistycznego magazynu „Peace News”, stając się później członkiem jego redakcji i pisząc artykuły na temat apartheidu, kolonializmu i rozbrojenia jądrowego.

### II wojna światowa
W czasie II wojny światowej była zaangażowana w pomoc wojenną, pracując jako strażaczka i organizując zbiórki na rzecz kampanii żywnościowej Peace Pledge Union. Została skrytykowana za sprzeciw wobec bombardowania miast niemieckich, co wyraziła w broszurze Seed of Chaos (1944). W 1945 jej nazwisko znalazło się na niemieckiej czarnej liście osób do aresztowania po inwazji na Wielką Brytanię.

### Choroba i śmierć
W listopadzie 1966 upadła po daniu przemowy w kościele St Martin-in-the-Fields i doznała złamania ręki oraz palca. Wypadek ten przyczynił się do pogorszenia jej stanu zdrowia, a także postępującej dezorientacji.
Zmarła w Wimbledon 29 marca 1970 w wieku 76 lat. W swoim testamencie poprosiła, by jej prochy zostały rozsypane na grobie jej brata Edwarda na Plateau Asiago we Włoszech. Prośba ta została spełniona przez jej córkę we wrześniu 1970.

## Upamiętnienie

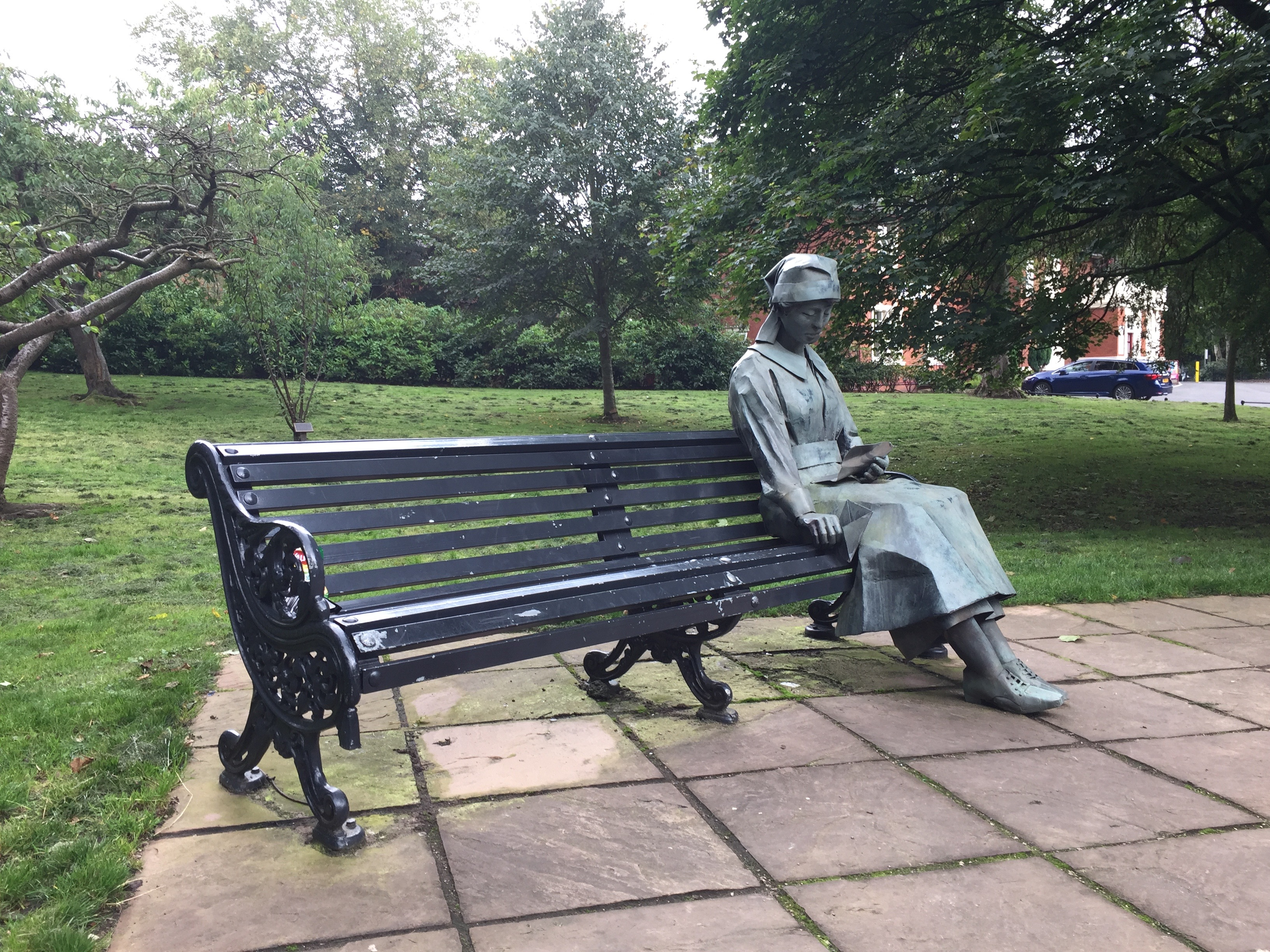
Rzeźba Very Bittain w Brampton Park w Newcastle-under-Lyme

W 1979 BBC wypuściło 5-odcinkowy serial Testament of Youth, w którym w rolę Brittain wcieliła się Cheryl Campbell. Serial puszczano na stacji BBC2. Natomiast w 2014 powstał film Testament młodości bazujący na pamiętniku Brittain. Za reżyserię odpowiedzialny był James Kent, za scenariusz Juliette Towhidi, natomiast w rolę Brittain wcieliła się Alicia Vikander.
W jednym z odcinków fabularyzowanego programu historycznego z 1996 The Great War and the Shaping of the 20th Century postać Very Brittain odegrała Natasha Richardson, natomiast głosu postaci udzieliła Helena Bonham Carter.
W 2008 BBC dokonało pierwszej transmisji filmu dokumentalnego poświęconego Veraze Brittain A Woman in Love and War: Vera Brittain.
W 2014 odsłonięto naturalnej wielkości rzeźbę przedstawiającą Verę Bittain siedzącą na ławce. Rzeźba znajduje się w Brampton Park w Newcastle-under-Lyme. Jej autorem jest Andrew Edwards.
Tablice upamiętniające dawne miejsca zamieszkania Very Brittain znajdują się w kilku lokalizacjach: 9 Sidmouth Avenue w Newcastle-under-Lyme, 151 Park Road w Buxton, przy 58 Doughty Street w Bloomsbury oraz pod adresem 117 Wymering Mansions w Maida Vale w zachodnim Londynie.